# Amenábar (patronyme)
Pour les articles homonymes, voir Amenábar.
Amenábar est un patronyme d'origine basque dont l'étymologie provient de l'agglutination des mots ametz et nabar ce qui signifie « bois de chênes tauzins ». 